# Seattle Seahawks 1998
La stagione 1998 dei Seattle Seahawks è stata la 23ª della franchigia nella National Football League. Una sconfitta nel finale di stagione contro i New York Jets giunse a causa di una controversa chiamata quando il quarterback avversario Vinny Testaverde segnò un touchdown su corsa anche se le immagini dimostrarono che il giocatore non aveva superato la goal line e quindi la marcatura avrebbe dovuto essere annullata; tale sconfitta contribuì ad escludere Seattle dai playoff. Questa fu l'ultima stagione come capo-allenatore per Dennis Erickson.

## Scelte nel Draft NFL 1998
| Giro/Scelta | Giocatore       | Ruolo            | College          |
| ----------- | --------------- | ---------------- | ---------------- |
| 1/15        | Anthony Simmons | Linebacker       | Clemson          |
| 2/47        | Todd Weiner     | Offensive tackle | Kansas State     |
| 3/76        | Ahman Green     | Running back     | Nebraska         |
| 4/108       | DeShone Myles   | Linebacker       | Nevada-Reno      |
| 6/162       | Carl Hansen     | Defensive tackle | Stanford         |
| 6/169       | Bobby Shaw      | Wide receiver    | California       |
| 7/197       | Jason McEndoo   | Centro           | Washington State |

## Staff
Fonte:

## Roster
| Roster dei Seattle Seahawks nella stagione 1998 |
| --- |
| Quarterback - 17 John Friesz - 7 Jon Kitna - 1 Warren Moon Running Back - 34 Reggie Brown - 30 Ahman Green - 38 Mack Strong FB - 32 Ricky Watters Wide Receiver - 89 Brian Blades - 84 Joey Galloway PR - 81 Ronnie Harris PR - 19 James McKnight - 85 Mike Pritchard - 83 Robert Wilson Tight End - 87 Carlester Crumpler - 86 Christian Fauria - 88 Deems May - 49 Itula Mili Offensive Linemen - 75 Howard Ballard T - 53 Kevin Glover C - 62 Chris Gray C - 72 Andrew Greene G - 68 Brian Habib G - 71 Walter Jones T - 66 Pete Kendall G - 52 Jason McEndoo C - 74 Todd Weiner T - 69 Grant Williams T Defensive Linemen - 98 Sam Adams DT - 93 Phillip Daniels DE - 96 Cortez Kennedy DT - 67 Matt LaBounty DE - 76 Riddick Parker DT - 97 Dan Saleaumua DT - 70 Michael Sinclair DE Linebacker - 94 Chad Brown - 55 Hillary Butler - 90 Mike Croel - 57 Jason Kyle - 56 James Logan - 50 DeShone Myles - 51 Anthony Simmons - 59 Darrin Smith - 95 Dean Wells Defensive Back - 20 Jay Bellamy S - 25 Mark Collins - 43 Joey Eloms - 40 Kerry Joseph - 36 Terry McDaniel - 24 Shawn Springs CB - 37 Eric Stokes - 22 Fred Thomas - 33 Darryl Williams S - 27 Willie Williams CB Special Team - 31 Steve Broussard KR - 10 Jeff Feagles P - 2 Todd Peterson K |
| Legenda - I rookie sono in corsivo. - Il primo ruolo è il principale mentre gli eventuali successivi indicano i ruoli secondari. - (IR) sta per Injured Reserve ed indica la lista ristretta per un solo giocatore infortunato che può tornare ad allenarsi dopo la settimana 6 e a rientrare in prima squadra dopo che questa ha giocato 8 partite. - (NF-Inj.) / (NF-Ill.) stanno rispettivamente per Non-Football Injured e Non-Football Illness ed indicano le liste dove viene inserito un giocatore che ha un infortunio o una malattia non dipendente dal football americano. - (PUP) sta per Physically Unable to Perform ed indica la lista dove viene inserito un giocatore mentre è in attesa di recuperare la condizione fisica. Nella stagione regolare dopo la sesta partita giocata dalla propria squadra, il giocatore ha tempo tre settimane per riprendere ad allenarsi, più tre settimane aggiuntive dal suo rientro agli allenamenti per rientrare in prima squadra. |

## Calendario

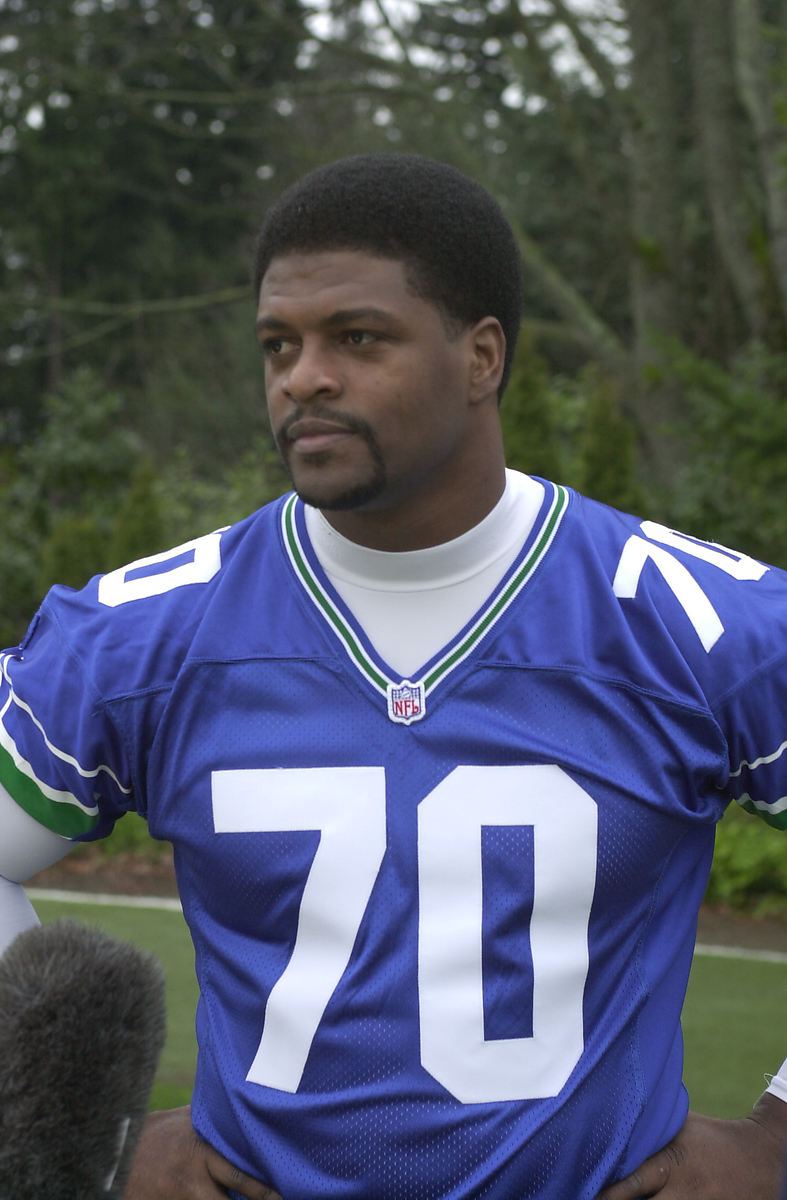
Nel 1998, Michael Sinclair guidò la NFL con 16,5 sack

| Turno | Data               | Avversario            | Risultato          | Stadio                      | Record             | Pubblico           |                    |                    |                    |
| 1     | 6/9/1998           | @ Philadelphia Eagles | V 38-0             | Veterans Stadium            | 1-0                | 66.418             |                    |                    |                    |
| 2     | 13/9/1998          | Arizona Cardinals     | V 33-14            | Kingdome                    | 2-0                | 57.678             |                    |                    |                    |
| 3     | 20/9/1998          | Washington Redskins   | V 24-14            | Kingdome                    | 3-0                | 63.336             |                    |                    |                    |
| 4     | 27/9/1998          | @ Pittsburgh Steelers | S 10-13            | Three Rivers Stadium        | 3-1                | 58.413             |                    |                    |                    |
| 5     | 4/10/1998          | @ Kansas City Chiefs  | S 6-17             | Arrowhead Stadium           | 3-2                | 66.418             |                    |                    |                    |
| 6     | 11/10/1998         | Denver Broncos        | S 16-21            | Kingdome                    | 3-3                | 66.258             |                    |                    |                    |
| 7     | Settimana di pausa | Settimana di pausa    | Settimana di pausa | Settimana di pausa          | Settimana di pausa | Settimana di pausa | Settimana di pausa | Settimana di pausa | Settimana di pausa |
| 8     | 25/10/1998         | @ San Diego Chargers  | V 27-20            | Qualcomm Stadium            | 4-3                | 58.512             |                    |                    |                    |
| 9     | 1/10/1998          | Oakland Raiders       | S 18-31            | Kingdome                    | 4-4                | 66.246             |                    |                    |                    |
| 10    | 8/11/1998          | Kansas City Chiefs    | V 24-12            | Kingdome                    | 5-4                | 66.251             |                    |                    |                    |
| 11    | 15/11/1998         | @ Oakland Raiders     | S 17-20            | Network Associates Coliseum | 5-5                | 51.527             |                    |                    |                    |
| 12    | 22/11/1998         | @ Dallas Cowboys      | S 22-30            | Texas Stadium               | 5-6                | 64.142             |                    |                    |                    |
| 13    | 29/11/1998         | Tennessee Oilers      | V 20-18            | Kingdome                    | 6-6                | 59.048             |                    |                    |                    |
| 14    | 6/12/1998          | @ New York Jets       | S 31-32            | The Meadowlands             | 6-7                | 72.200             |                    |                    |                    |
| 15    | 13/12/1998         | San Diego Chargers    | V 38-17            | Kingdome                    | 7-7                | 62.690             |                    |                    |                    |
| 16    | 20/12/1998         | Indianapolis Colts    | V 27-23            | Kingdome                    | 8-7                | 58.703             |                    |                    |                    |
| 17    | 27/12/1998         | @ Denver Broncos      | S 21-28            | Mile High Stadium           | 8-8                | 74.057             |                    |                    |                    |

## Classifiche
| (1) Denver Broncos | 14 | 2  | 0 | .875 | 501 | 309 | V1 |
| Oakland Raiders    | 8  | 8  | 0 | .500 | 288 | 356 | S1 |
| Seattle Seahawks   | 8  | 8  | 0 | .500 | 372 | 310 | S1 |
| Kansas City Chiefs | 7  | 9  | 0 | .438 | 327 | 363 | V1 |
| San Diego Chargers | 5  | 11 | 0 | .313 | 241 | 342 | S5 |

## Leader della squadra
| Leader della squadra   |                  |       |
| Categoria              | Giocatore        | N.    |
| Yard passate           | Warren Moon      | 1.632 |
| Touchdown passati      | Warren Moon      | 11    |
| Yard corse             | Ricky Watters    | 1.239 |
| Touchdown su corsa     | Ricky Watters    | 9     |
| Ricezioni              | Joey Galloway    | 65    |
| Yard ricevute          | Joey Galloway    | 1.047 |
| Touchdown su ricezione | Joey Galloway    | 10    |
| Sack                   | Michael Sinclair | 16,5  |
| Intercetti             | Shawn Springs    | 7     |